# Kurbådarna
Kurbådarna är skär i Åland (Finland). De ligger i Skärgårdshavet eller Ålands hav och i kommunen Lemland i landskapet Åland, i den sydvästra delen av landet. Öarna ligger omkring 13 kilometer söder om Mariehamn och omkring 280 kilometer väster om Helsingfors.
Arean för den av öarna koordinaterna pekar på är 0,4 hektar och dess största längd är 90 meter i öst-västlig riktning. Närmaste större samhälle är Mariehamn, 13,6 km norr om Kurbådarna.